# West Athens
West Athens est une census-designated place de Californie dans le comté de Los Angeles. En 2000, la population était de 9 101 habitants.